# Atletica leggera agli XI Giochi panafricani - Decathlon
Il concorso del decathlon maschile agli XI Giochi panafricani si è svolto il 13 e 14 settembre 2015 allo Stade Municipal de Kintélé di Brazzaville, nella Repubblica del Congo.
La gara è stata vinta dal mauriziano Guillaume Thierry.

## Podio
| Oro     | Guillaume Thierry Mauritius   |
| Argento | Atsu Nyamadi Ghana            |
| Bronzo  | Fredriech Pretorius Sudafrica |

## Programma
| Data              | Ora | Evento |
| ----------------- | --- | ------ |
| 17 settembre 2015 |     | Finale |

## Risultati

### 100 metri
Vento: -0.1 m/s
| Class | Corsia | Nome                | Nazione      | Tempo | Punti | Note |
| ----- | ------ | ------------------- | ------------ | ----- | ----- | ---- |
| 1     | 7      | Peter Moreno        | Nigeria      | 10.95 | 872   |      |
| 2     | 8      | Keegan Cooke        | Zimbabwe     | 11.28 | 799   |      |
| 3     | 5      | Fredriech Pretorius | Sudafrica    | 11.39 | 776   |      |
| 4     | 2      | Atsu Nyamadi        | Ghana        | 11.42 | 769   |      |
| 5     | 6      | Guillaume Thierry   | Mauritius    | 11.57 | 738   |      |
| 6     | 4      | Florent Lomba       | RD del Congo | 11.80 | 691   |      |
| 7     | 3      | Gilbert Koech       | Kenya        | 11.86 | 679   |      |
| 8     | 9      | Elijah Cheruiyot    | Kenya        | 11.91 | 669   |      |

### Salto in lungo
| Class | Atleta              | Nazione      | #1   | #2   | #3   | Risultato | Punti | Notes | Totale |
| ----- | ------------------- | ------------ | ---- | ---- | ---- | --------- | ----- | ----- | ------ |
| 1     | Atsu Nyamadi        | Ghana        | 7.19 | 7.27 | 7.25 | 7.27      | 878   |       | 1647   |
| 2     | Guillaume Thierry   | Mauritius    | 6.88 | 7.15 | x    | 7.15      | 850   |       | 1588   |
| 3     | Fredriech Pretorius | Sudafrica    | 6.85 | 7.01 | x    | 7.01      | 816   |       | 1592   |
| 4     | Keegan Cooke        | Zimbabwe     | 6.95 | 6.99 | 6.39 | 6.99      | 811   |       | 1610   |
| 5     | Florent Lomba       | RD del Congo | 6.64 | 6.90 | x    | 6.90      | 790   |       | 1481   |
| 6     | Peter Moreno        | Nigeria      | 4.99 | 6.70 | 6.55 | 6.70      | 743   |       | 1615   |
| 7     | Elijah Cheruiyot    | Kenya        | 6.55 | 6.69 | 6.61 | 6.69      | 741   |       | 1410   |
| 8     | Gilbert Koech       | Kenya        | 6.28 | 6.20 | 6.12 | 6.28      | 648   |       | 1327   |

### Getto del peso
| Class | Atleta              | Nazione      | #1    | #2    | #3    | Risultato | Punti | Notes | Totale |
| ----- | ------------------- | ------------ | ----- | ----- | ----- | --------- | ----- | ----- | ------ |
| 1     | Guillaume Thierry   | Mauritius    | 14.36 | 13.26 | 13.92 | 14.36     | 750   |       | 2338   |
| 2     | Atsu Nyamadi        | Ghana        | 13.29 | 13.05 | 13.46 | 13.46     | 695   |       | 2342   |
| 3     | Peter Moreno        | Nigeria      | 13.07 | 12.09 | x     | 13.07     | 672   |       | 2287   |
| 4     | Keegan Cooke        | Zimbabwe     | 12.14 | 12.52 | 12.81 | 12.81     | 656   |       | 2266   |
| 5     | Fredriech Pretorius | Sudafrica    | 12.35 | 12.71 | 11.69 | 12.71     | 650   |       | 2242   |
| 6     | Florent Lomba       | RD del Congo | 11.78 | 12.01 | 12.07 | 12.07     | 611   |       | 2092   |
| 7     | Elijah Cheruiyot    | Kenya        | 10.36 | 10.12 | x     | 10.36     | 507   |       | 1917   |
| 8     | Gilbert Koech       | Kenya        | 10.26 | 10.21 | 10.23 | 10.26     | 501   |       | 1828   |

### Salto in alto
| Class | Atleta              | Nazione      | 1.70 | 1.76 | 1.79 | 1.82 | 1.85 | 1.88 | 1.91 | 1.94 | 1.97 | 2.00 | 2.03 | Risultato | Punti | Note | Totale |
| ----- | ------------------- | ------------ | ---- | ---- | ---- | ---- | ---- | ---- | ---- | ---- | ---- | ---- | ---- | --------- | ----- | ---- | ------ |
| 1     | Florent Lomba       | RD del Congo | –    | –    | –    | o    | –    | o    | o    | o    | xo   | o    | xxx  | 2.00      | 803   |      | 2895   |
| 2     | Elijah Cheruiyot    | Kenya        | –    | –    | –    | o    | –    | –    | o    | o    | xo   | xxo  | xxx  | 2.00      | 803   |      | 2720   |
| 3     | Peter Moreno        | Nigeria      | o    | –    | –    | o    | –    | o    | o    | o    | o    | xxx  |      | 1.97      | 776   |      | 3063   |
| 4     | Guillaume Thierry   | Mauritius    | –    | –    | o    | o    | o    | o    | xo   | xxx  |      |      |      | 1.91      | 723   |      | 3061   |
| 5     | Keegan Cooke        | Zimbabwe     | –    | –    | o    | –    | xo   | xxo  | xo   | xxx  |      |      |      | 1.91      | 723   |      | 2989   |
| 6     | Fredriech Pretorius | Sudafrica    | –    | –    | –    | o    | –    | xo   | xxo  | xxx  |      |      |      | 1.91      | 723   |      | 2965   |
| 7     | Atsu Nyamadi        | Ghana        | –    | –    | –    | o    | o    | –    | xxx  |      |      |      |      | 1.85      | 670   |      | 3012   |
| 8     | Gilbert Koech       | Kenya        | o    | xxx  |      |      |      |      |      |      |      |      |      | 1.70      | 544   |      | 2372   |

### 400 metri
| Class | Corsia | Atleta              | Nazione      | Tempo | Punti | Note | Totale |
| ----- | ------ | ------------------- | ------------ | ----- | ----- | ---- | ------ |
| 1     | 9      | Peter Moreno        | Nigeria      | 48.39 | 890   |      | 3953   |
| 2     | 4      | Keegan Cooke        | Zimbabwe     | 49.45 | 840   |      | 3829   |
| 3     | 8      | Florent Lomba       | RD del Congo | 50.39 | 797   |      | 3692   |
| 4     | 2      | Elijah Cheruiyot    | Kenya        | 50.77 | 779   |      | 3499   |
| 5     | 3      | Atsu Nyamadi        | Ghana        | 50.87 | 775   |      | 3787   |
| 6     | 7      | Fredriech Pretorius | Sudafrica    | 51.92 | 728   |      | 3693   |
| 7     | 6      | Guillaume Thierry   | Mauritius    | 51.92 | 700   |      | 3761   |
| 8     | 5      | Gilbert Koech       | Kenya        | 52.67 | 696   |      | 3068   |

### 110 metri ostacoli
Wind: +0.1 m/s
| Class | Corsia | Atleta              | Nazione      | Tempo | Punti | Note | Totale |
| ----- | ------ | ------------------- | ------------ | ----- | ----- | ---- | ------ |
| 1     | 9      | Florent Lomba       | RD del Congo | 14.73 | 882   |      | 4574   |
| 2     | 4      | Atsu Nyamadi        | Ghana        | 14.93 | 858   |      | 4645   |
| 3     | 6      | Guillaume Thierry   | Mauritius    | 15.04 | 845   |      | 4606   |
| 4     | 2      | Fredriech Pretorius | Sudafrica    | 15.25 | 820   |      | 4513   |
| 5     | 8      | Keegan Cooke        | Zimbabwe     | 15.27 | 817   |      | 4646   |
| 6     | 7      | Elijah Cheruiyot    | Kenya        | 15.77 | 759   |      | 4258   |
| 7     | 3      | Peter Moreno        | Nigeria      | 33.51 | 0     |      | 3953   |
| dnf   | 5      | Gilbert Koech       | Kenya        | dns   | 0     |      | dnf    |

### Lancio del disco
| Class | Atleta              | Nazione      | #1    | #2    | #3    | Risultato | Punti | Note | Totale |
| ----- | ------------------- | ------------ | ----- | ----- | ----- | --------- | ----- | ---- | ------ |
| 1     | Guillaume Thierry   | Mauritius    | 43.13 | 42.50 | 40.21 | 43.13     | 728   |      | 5334   |
| 2     | Atsu Nyamadi        | Ghana        | x     | 40.08 | x     | 40.08     | 666   |      | 5311   |
| 3     | Keegan Cooke        | Zimbabwe     | 36.39 | 32.18 | 35.08 | 36.39     | 592   |      | 5238   |
| 4     | Fredriech Pretorius | Sudafrica    | 33.35 | 31.93 | 35.75 | 35.75     | 579   |      | 5092   |
| 5     | Florent Lomba       | RD del Congo | 34.68 | 35.66 | x     | 35.66     | 577   |      | 5151   |
| 6     | Peter Moreno        | Nigeria      | 31.80 | 31.82 | x     | 31.82     | 500   |      | 4453   |
| 7     | Elijah Cheruiyot    | Kenya        | 31.16 | 29.51 | 29.93 | 31.16     | 487   |      | 4745   |

### Salto con l'asta
| Class | Atleta              | Nazione      | Risultato | Punti | Note             | Totale |
| ----- | ------------------- | ------------ | --------- | ----- | ---------------- | ------ |
| 1     | Peter Moreno        | Nigeria      | 4.60      | 790   | Record nazionale | 5243   |
| 2     | Guillaume Thierry   | Mauritius    | 4.40      | 790   |                  | 6124   |
| 3     | Fredriech Pretorius | Sudafrica    | 4.50      | 760   |                  | 5852   |
| 4     | Atsu Nyamadi        | Ghana        | 4.00      | 617   |                  | 5928   |
| 5     | Florent Lomba       | RD del Congo | 3.90      | 590   |                  | 5741   |
| 6     | Elijah Cheruiyot    | Kenya        | 3.20      | 406   |                  | 5151   |
| nm    | Keegan Cooke        | Zimbabwe     | nm        | 0     |                  | 5238   |

### Lancio del giavellotto
| Class | Atleta              | Nazione      | #1    | #2    | #3    | Risultato | Punti | Note | Totale |
| ----- | ------------------- | ------------ | ----- | ----- | ----- | --------- | ----- | ---- | ------ |
| 1     | Atsu Nyamadi        | Ghana        | 63.81 | 65.24 | x     | 65.24     | 817   |      | 6745   |
| 2     | Guillaume Thierry   | Mauritius    | 57.18 | 63.26 | 62.52 | 63.26     | 787   |      | 6911   |
| 3     | Fredriech Pretorius | Sudafrica    | 52.05 | 60.00 | x     | 60.00     | 738   |      | 6590   |
| 4     | Keegan Cooke        | Zimbabwe     | 55.13 | 57.68 | 53.30 | 57.68     | 703   |      | 5941   |
| 5     | Florent Lomba       | RD del Congo | 45.85 | 44.60 | 48.26 | 48.26     | 563   |      | 6304   |
| 6     | Elijah Cheruiyot    | Kenya        | 41.94 | 38.76 | 44.74 | 44.74     | 511   |      | 5662   |
| 7     | Peter Moreno        | Nigeria      | 40.32 | 40.40 | 43.22 | 43.22     | 489   |      | 5732   |

### 1500 metri
| Class | Name                | Nazione      | Tempo   | Punti | Notes |
| ----- | ------------------- | ------------ | ------- | ----- | ----- |
| 1     | Elijah Cheruiyot    | Kenya        | 4:26.86 | 765   |       |
| 2     | Atsu Nyamadi        | Ghana        | 4:31.85 | 733   |       |
| 3     | Keegan Cooke        | Zimbabwe     | 4:39.26 | 685   |       |
| 4     | Guillaume Thierry   | Mauritius    | 4:39.97 | 680   |       |
| 5     | Fredriech Pretorius | Sudafrica    | 4:53.76 | 596   |       |
| 6     | Florent Lomba       | RD del Congo | 5:01.31 | 552   |       |
| 7     | Peter Moreno        | Nigeria      | 5:01.88 | 549   |       |

### Classifica finale
Il miglior risultato di ogni disciplina è contrassegnato in giallo.
| Class   | Atleta              | Nazione      | 100m  | LJ   | SP    | HJ   | 400m  | 110m h | DT    | PV   | JT    | 1500m   | Punti | Note |
| ------- | ------------------- | ------------ | ----- | ---- | ----- | ---- | ----- | ------ | ----- | ---- | ----- | ------- | ----- | ---- |
| Oro     | Guillaume Thierry   | Mauritius    | 11.57 | 7.15 | 14.36 | 1.91 | 52.57 | 15.04  | 43.13 | 4.60 | 63.26 | 4:39.97 | 7591  |      |
| Argento | Atsu Nyamadi        | Ghana        | 11.42 | 7.27 | 13.46 | 1.85 | 50.87 | 14.93  | 40.08 | 4.00 | 65.24 | 4:31.85 | 7478  |      |
| Bronzo  | Fredriech Pretorius | Sudafrica    | 11.39 | 7.01 | 12.71 | 1.91 | 51.92 | 15.25  | 35.75 | 4.50 | 60.00 | 4:53.76 | 7186  |      |
| 4       | Florent Lomba       | RD del Congo | 11.80 | 6.90 | 12.07 | 2.00 | 50.39 | 14.73  | 35.66 | 3.90 | 48.26 | 5:01.31 | 6856  |      |
| 5       | Keegan Cooke        | Zimbabwe     | 11.28 | 6.99 | 12.81 | 1.91 | 49.45 | 15.27  | 36.39 | NM   | 57.68 | 4:39.26 | 6626  |      |
| 6       | Elijah Cheruiyot    | Kenya        | 11.91 | 6.69 | 10.36 | 2.00 | 50.77 | 15.77  | 31.16 | 3.20 | 44.74 | 4:26.86 | 6427  |      |
| 7       | Peter Moreno        | Nigeria      | 10.95 | 6.70 | 13.07 | 1.97 | 48.39 | 33.51  | 31.82 | 4.60 | 43.22 | 5:01.88 | 6281  |      |
| dnf     | Gilbert Koech       | Kenya        | 11.86 | 6.28 | 10.26 | 1.70 | 52.67 | dns    | –     | –    | –     | –       | dnf   |      |